# Harold Hackett
Harold Humphrey Hackett (ur. 12 lipca 1878 w Hingham, zm. 20 listopada 1937 w Nowym Jorku) – amerykański tenisista, czterokrotny zwycięzca mistrzostw USA w grze podwójnej, zdobywca Pucharu Davisa.
Studiował na Uniwersytecie Yale.
Specjalizował się w grze podwójnej, ale i w grze pojedynczej osiągnął ćwierćfinał mistrzostw USA (obecnie US Open) w 1906 i w tymże roku znalazł się na 7. miejscu rankingu amerykańskiego (był w czołowej dziesiątce tej klasyfikacji ponadto w 1902).
Wspólnie z Fredem Alexandrem w latach 1905–1911 nieprzerwanie występował w finałach gry podwójnej mistrzostw USA. Zwycięstwa Hackett z Alexandrem odnieśli w latach 1907–1910. Trzykrotne zdobył mistrzostwo w hali (lata 1906–1908, również z Alexandrem) oraz mistrzostwo na kortach ziemnych (1912, z Walterem Merrillem Hallem). Skompletował w ten sposób tytuły deblowego mistrza USA na wszystkich dostępnych ówcześnie nawierzchniach (nie rozgrywano jeszcze turniejów na kortach twardych).
Uczestniczył w trzech edycjach Pucharu Davisa, wyłącznie jako deblista. W 1908 i 1909 Amerykanie przegrywali w finałach z połączoną ekipą Australii i Nowej Zelandii, ale dla Hacketta brakowało miejsca w decydujących spotkaniach (w finałach grały odpowiednio deble Fred Alexander–Beals Wright i Maurice McLoughlin–Melville Long). W 1913 Hackett pełnił funkcję grającego kapitana i z zespołem w składzie: on sam, Maurice McLoughlin i Richard N. Williams odzyskał dla USA Puchar Davisa po 11 latach. Hackett, mając za partnera McLoughlina, zdobył punkt w deblu, pokonując Brytyjczyków Charlesa Dixona i Herberta Ropera Barretta.
W 1961 Harold Hackett został pośmiertnie wpisany do międzynarodowej tenisowej galerii sławy.

## Finały w turniejach wielkoszlemowych

### Gra podwójna (4–3)
| Końcowy wynik | Nr | Data | Turniej                              | Nawierzchnia | Partner        | Przeciwnicy                     | Wynik finału         |
| ------------- | -- | ---- | ------------------------------------ | ------------ | -------------- | ------------------------------- | -------------------- |
| Finalista     | 1. | 1905 | U.S. National Championships, Newport | Trawiasta    | Fred Alexander | Holcombe Ward Beals Wright      | 4:6, 4:6, 1:6        |
| Finalista     | 2. | 1906 | U.S. National Championships, Newport | Trawiasta    | Fred Alexander | Holcombe Ward Beals Wright      | 3:6, 6:3, 3:6, 3:6   |
| Zwycięzca     | 1. | 1907 | U.S. National Championships, Newport | Trawiasta    | Fred Alexander | Nat Thornton Bryan M. Grant     | 6:2, 6:1, 6:1        |
| Zwycięzca     | 2. | 1908 | U.S. National Championships, Newport | Trawiasta    | Fred Alexander | Raymond Little Beals Wright     | 6:1, 7:5, 6:2        |
| Zwycięzca     | 3. | 1909 | U.S. National Championships, Newport | Trawiasta    | Fred Alexander | George Janes Maurice McLoughlin | 6:4, 6:4, 6:0        |
| Zwycięzca     | 4. | 1910 | U.S. National Championships, Newport | Trawiasta    | Fred Alexander | Tom Bundy Trowridge Hendrick    | 6:1, 8:6, 6:3        |
| Finalista     | 3. | 1911 | U.S. National Championships, Newport | Trawiasta    | Fred Alexander | Raymond Little Gustave Touchard | 5:7, 15:13, 2:6, 4:6 |